# Antônio Salvador Sucar
Antônio Salvador Sucar (San Isidro de Lules, Argentína, 1939. június 14. – São Paulo, 2018. december 31.) világbajnok és olimpiai bronzérmes brazil kosárlabdázó.

## Pályafutása
Az 1963-as hazai rendezésű világbajnokságon arany-, az 1967-es uruguayin bronzérmes lett a brazil válogatott tagjaként. Az 1960-as római és az 1964-es tokiói olimpián bronzérmet szerzett a brazil csapattal.

## Sikerei, díjai
- Olimpiai játékok
  - bronzérmes (2): 1960, Róma, 1964, Tokió
- Világbajnokság
  - aranyérmes: 1963
  - bronzérmes: 1967